# Бабенко, Юрий Иванович
Ю́рий Ива́нович Бабе́нко (род. 2 января 1978, Пенза) — российский хоккеист, центральный нападающий; тренер.

## Биография
Воспитанник пензенского «Дизеля». Начинал карьеру в «Крыльях Советов» в 1995 году. С 1998 по 2002 год в основном играл в АХЛ — 287 матчей, 55 голов, 80 передач. В 2002 году вернулся в Россию. Выступал за «Динамо», воскресенский «Химик», ХК МВД, СКА и магнитогорский «Металлург». В составе «Металлурга» выиграл Кубок европейских чемпионов и стал бронзовым призёром чемпионата России. Весной 2010 года в составе ХК МВД стал финалистом Кубка Гагарина.
Вернулся в «Динамо» в 2010 году. В сезонах 2011/12 и 2012/13 стал обладателем Кубка Гагарина. Завершил карьеру профессионального хоккеиста в 2016 году.
С 2016 года входил в тренерский штаб Валерия Брагина в молодёжной сборной России. Летом 2019 года вошёл в тренерский штаб московского «Динамо».
В мае 2021 года назначен главным тренером клуба КХЛ «Витязь».

## Достижения
- Обладатель Кубка европейских чемпионов 2008
- Бронзовый призёр Чемпионата России 2007/2008
- Финалист Кубка Гагарина в сезоне 2009/2010
- Обладатель Кубка Гагарина в сезонах 2011/2012 и 2012/2013

## Статистика
| Легенда | Легенда                    | Легенда | Легенда                   | Легенда | Легенда    |
| ------- | -------------------------- | ------- | ------------------------- | ------- | ---------- |
| И       | Количество проведённых игр | Штр     | Штрафное время            | +/−     | Плюс-минус |
| Г       | Голы                       | П       | Голевые передачи          | О       | Очки       |
| -       | Статистика неизвестна      | —       | Статистика не учитывалась |         |            |